# Muntschat van Gingelom
De Muntschat van Gingelom is een verzameling van meer dan 14.000 Romeinse munten die, zoals na onderzoek bleek, in Frankrijk werd gevonden en daarna door de vinder in het Belgische Gingelom in de grond werd gestopt.

## Achtergrond
In oktober 2019 liep er bij het Belgische Agentschap voor Onroerend Erfgoed een melding binnen van een vondst van munten. Een Fransman had een klein terrein gekocht in Gingelom en verklaarde dat hij de munten had gevonden toen hij de site wilde saneren. De ontdekking gebeurde met behulp van een metaaldetector, waarvan het gebruik in België onder bepaalde voorwaarden is toegelaten maar in Frankrijk is verboden.
Patrice T. had zich aan de Belgische regels gehouden. Hij had zijn zoektocht niet hoeven melden omdat hij niet actief zocht en de vondst gemeld had. Hoogstwaarschijnlijk heeft hij ook geweten dat hij de eigenaar van de vondst werd. In Frankrijk, in tegenstelling tot België, komt een vondst met archeologisch belang echter toe aan de Franse overheid. De vinder moet wel worden vergoed.

## Vondst of diefstal?
Drie specialisten van het agentschap onderwierpen een tiende van de 14.154 munten aan een diepgaand onderzoek. De munten bleken coherent van samenstelling te zijn en dateren uit de derde eeuw, een periode van devaluatie waardoor munten minder zilver bevatten. De Gallo-Romein die ze begroef, had munten met een hoog zilvergehalte geselecteerd en begraven, wat veiliger was dan ze in huis te bewaren. Dergelijke munten komen meer in Frankrijk voor dan in België en onderzoek wees uit dat ze in een aardlaag werden gevonden die na de middeleeuwen was gevormd. De vindplaats ligt ook niet bij een heerbaan of in de buurt van een Romeinse villa. 
Het Agentschap besloot de Franse autoriteiten in te lichten. Een onderzoek werd gestart door de politie, de douane en de Lotharingse afdeling van de cultuurdienst Drac. Bij illegale opgravingen gaat de Drac altijd over tot een strafonderzoek. De vinder was hiervan op de hoogte en had er ervaring mee. Langs een veldweg in Pierreville had hij in 1993 5.250 munten uit de derde en vierde eeuw gevonden. Hij mocht ze houden van de burgemeester. Het liep anders toen de man een vondst deed in Boucq. De rechtszaak tegen hem bleef zonder gevolg en hij mocht de helft van de vondst behouden. Het ander deel is ondergebracht in het Musée Lorrain te Nancy. Hij verklaarde in 2015 in de krant L’Est Républicain dat hij in Lotharingen al aan vijfhonderd vondsten zat. 
Huiszoekingen bij Patrice T. en zijn moeder leverden de vondst van 13.246 archeologische objecten op, onder meer armbanden en halskettingen uit de brons- en de ijzertijd en ook Romeinse sierspelden, beeldjes en Merovingische riemgespen. Prominent aanwezig in zijn collectie was een Romeinse dodecaëder, een ruimtelijke figuur met twaalf vijfhoekige vlakken, waarvan er maar een honderdtal exemplaren bekend zijn. Experts stellen dat de Romeinse en Gallische munten uit archeologische sites stammen. Alles tezamen zijn er 27.400 archeologische stukken in beslag genomen die een waarde van 772.685 euro vertegenwoordigen. 
In Frankrijk omschrijft men de diefstal als de grootste archeologieroof die het land ooit kende. De minister van Financiën, Bruno Le Maire, en zijn staatssecretaris voor Begroting, Olivier Dussopt, spraken zich scherp uit. Een persbericht stelt dat de overtreder een gevangenisstraf riskeert en een boete van honderdduizenden euro’s. 
De muntschat werd in december 2021 aan Frankrijk teruggegeven.